# Liste der Biografien/Brp–Brt
Liste der Biografien |
Portal Biografien |
Personensuche
# |
A |
B |
C |
D |
E |
F |
G |
H |
I |
J |
K |
L |
M |
N |
O |
P |
Q |
R |
S |
T |
U |
V |
W |
X |
Y |
Z |
?
 
Ba |
Be |
Bd |
Bg |
Bh |
Bi |
Bj |
Bl |
Bm |
Bn |
Bo |
Br |
Bs |
Bu |
Bw |
By |
Bz
 
Bra |
Brc |
Brd |
Bre |
Brg |
Bri |
Brj |
Brk |
Brl |
Brn |
Bro |
Brp–Brt |
Bru |
Brv |
Bry |
Brz
Die Liste der Biografien führt alle Personen auf, die in der deutschsprachigen Wikipedia einen Artikel haben. Dieses ist eine Teilliste mit 2 Einträgen von Personen, deren Namen mit den Buchstaben „Brp“ – „Brt“ beginnt.

## Brp–Brt

### Brt
- Brtna, Leopold (1921–1944), österreichischer Arbeiter, Kommunist und Gegner des Nationalsozialismus
- Brtschitsch, Paul (* 1976), deutscher Musikproduzent